# Nettie Stevens

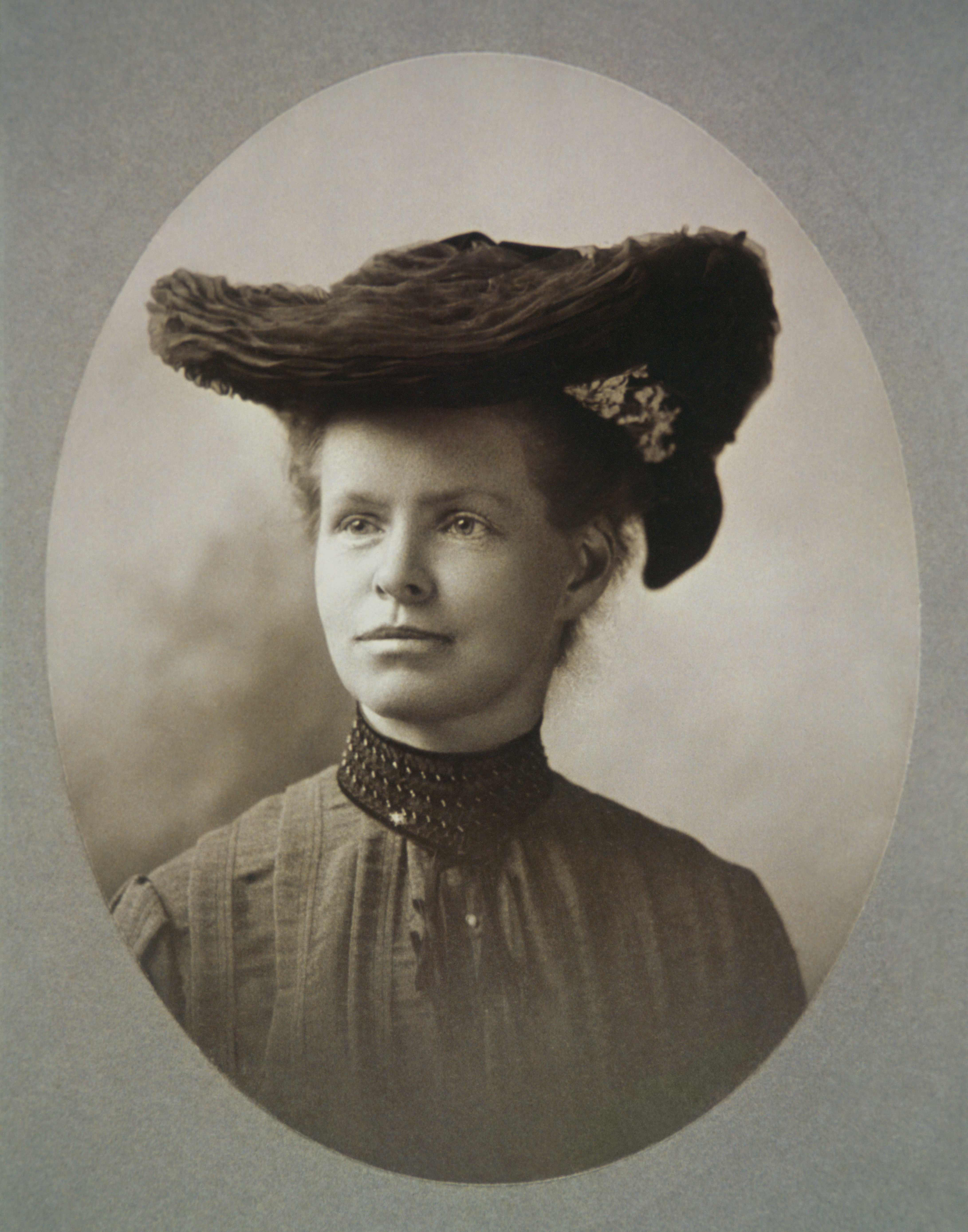
Nettie Stevens, Fotografie von 1904

Nettie Maria Stevens (* 7. Juli 1861 in Cavendish, Vermont; † 4. Mai 1912 in Baltimore, Maryland) war eine frühe US-amerikanische Genetikerin. Gleichzeitig mit Edmund B. Wilson beschrieb sie erstmals die chromosomengebundene Vererbung des Geschlechts. Nettie Stevens starb 1912 an Brustkrebs.

## Kindheit und Jugend
Nettie Stevens wurde 1861 als Tochter des Zimmermanns Ephraim Stevens und seiner Frau Julia Adams Stevens geboren. Diese hatten vier Kinder, von denen jedoch nur Nettie und ihre Schwester Emma Julia Stevens das Erwachsenenalter erreichten.
Nettie Stevens besuchte die Westford Academy, eine öffentliche High School in Westford, Massachusetts, und machte dort 1880 ihren Abschluss.

## Ausbildung und beruflicher Werdegang

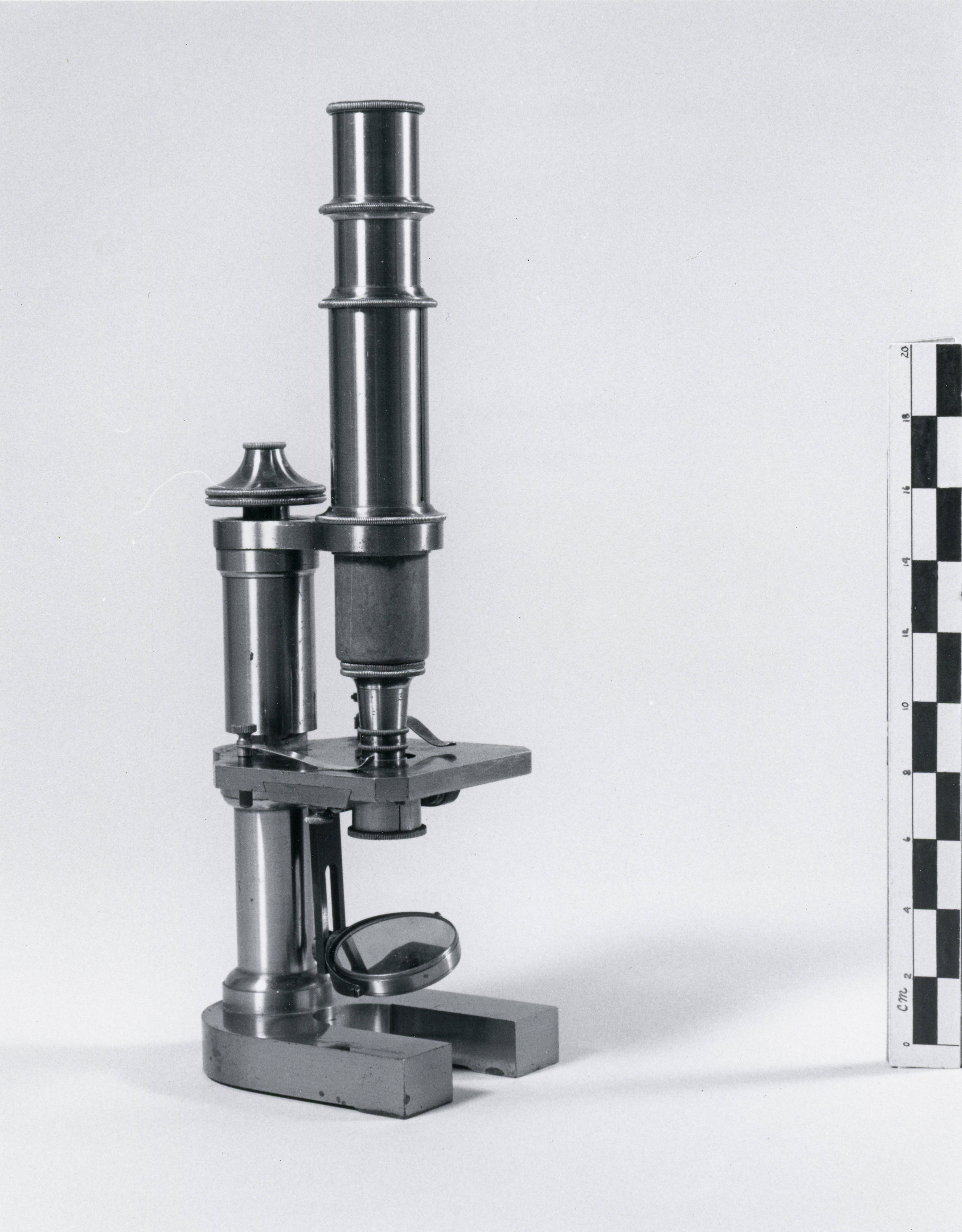
Das Mikroskop von Nettie Stevens, Fotografie

Nachdem Nettie Stevens zu Anfang ihres Berufslebens (1883–1896) als Lehrerin gearbeitet hatte, kehrte sie ans College zurück. Sie absolvierte von 1881 bis 1883 in zwei Jahren den eigentlich auf vier Jahre angelegten Kurs an der Westfield Normal School (heute Westfield State College) in Massachusetts. 1896 schrieb sie sich an der Stanford University ein und erwarb 1899 dort ihren B.A.- und 1900 ihren M.A.-Abschluss in Biologie mit dem Schwerpunkt Zytologie. Ab 1900 setzte sie ihre Studien in Zytologie am Bryn Mawr College fort und konnte 1901/1902 dank eines Stipendiums an der Zoologischen Station Neapel und der Universität Würzburg forschen.
Am Bryn Mawr College erwarb sie 1903 den Grad des Ph.D. Bei ihren Studien wurde sie stark durch den Leiter der biologischen Fakultät Edmund B. Wilson und dessen Nachfolger Thomas Hunt Morgan geprägt. Sie studierte ebenfalls marine Organismen in Europa.
Nettie Stevens hat sehr kontroverse Wertungen auf sich gezogen. Anlässlich ihres Todes schrieb Thomas Hunt Morgan in der Zeitschrift Science einen ausführlichen, aber von späteren Biografen als eher herablassend betrachteten Nachruf, der sie mehr als Technikerin denn als Wissenschaftlerin zeichnete. Diese letzte Beurteilung knüpfte an Morgans frühere Bewertungen in Empfehlungsschreiben an.
„Unter den graduierten Studenten, die ich in den letzten zwölf Jahren hatte, gab es keinen, der so fähig und unabhängig in der Forschung war wie Miss Stevens ...“
Nettie Stevens bemerkte als Erste, dass weibliche Individuen der Taufliege Drosophila zwei große Geschlechtschromosomen aufweisen. Edmund B. Wilson sah dies nicht, da er nur Versuche an Spermien und nicht an den für die Färbemethoden zu großen Eizellen ausführte. Wilson brachte Stevens’ Ergebnisse in einer Neuauflage heraus und dankte ihr für diese Forschungserkenntnisse. Aufgrund dieser Erkenntnisse konnte Wilson seine Idee der homologen Chromosomen mit Nettie Stevens’ Idee der heterologen Chromosomen kombinieren. Der Beitrag von Nettie Stevens an diesem Forschungsprojekt wird häufig unterschätzt und nicht entsprechend gewürdigt: Die meisten biologischen Lehrbücher schreiben die erste Lokalisierung von Genen bei der Fruchtfliege Drosophila melanogaster Thomas Hunt Morgan zu und übersehen dabei, dass Nettie Stevens es war, die die Fruchtfliege in Morgans Labor gebracht und zum bevorzugten Forschungsobjekt gemacht hatte.

## Würdigung durch Biografen
Thomas Hunt Morgan schrieb im Nachruf auf Nettie Stevens 1912:
„Moderne zytologische Forschung bringt eine Komplexität des Details mit sich, die nur der Spezialist alleine wahrnehmen kann; aber Miss Stevens leistete einen bedeutenden Beitrag und ihre Arbeit wird deswegen niemals vergessen werden, da ihre minutiösen, detaillierten Forschungsergebnisse in das Gesamtbild des Forschungsobjektes eingefügt wurden.“
Der Genetiker Rudolf Hausmann hob als Verdienst von Nettie Stevens hervor, dass sie als Erste bei verschiedenen Insekten die chromosomale Bestimmung des Geschlechtes beobachtet hatte, und relativierte damit im Nachhinein die Bewertung von Thomas Hunt Morgan. Nettie Stevens hätte demnach einen entscheidenden Beitrag zur Chromosomentheorie der Vererbung geleistet. Sie gehöre mit Walter Sutton (Columbia University, New York), Theodor Boveri (Universität Würzburg) und den Mitgliedern der Morgan-Schule (Columbia University, New York: Calvin B. Bridges, Alfred H. Sturtevant, Herman J. Muller und Thomas Hunt Morgan selbst) zu den entscheidenden Pionieren der klassischen Genetik.